# 花祀り
『花祀り』（はなまつり）は、花房観音による日本の官能小説。
単行本は、2011年3月24日に無双舎より刊行された。文庫版は、2013年2月10日に幻冬舎文庫より刊行された。文庫版の装幀は名久井直子、装画はヒグチユウコによる。2010年、無双舎が主催する第1回団鬼六賞大賞を受賞する。
著者の花房は、官能小説を書いたのは、本作が初めてだと語っている。花房は団鬼六の大ファンであり、書店で官能文芸誌『悦』を手に取り、団鬼六賞の存在を知ったときに、この賞にはどうしても応募しなければ、と思ったという。小説家の大崎善生は、「僕がすごいと思ったのは、これまでにも団鬼六と同じことをやろうとした人はたくさんいるはずなのに、ここまで巧みにコピーできた人はいなかったということ」と評価している。

## あらすじ

### 花祀り

#### 桃椿
桂木美乃は、もともとは京都の老舗和菓子屋〈松吉〉で修業をして、職人を目指していたが、現在は、東京都内のカルチャースクールで和菓子を教えたり、創作和菓子の制作を手がけたりしている。
ある日、周りの受講生を圧倒するほどの美貌をもっている由芽が、結婚してニューヨークへ行くことを美乃に報告しにくる。そんな由芽に対して、美乃は、自分のことが好きだから受講していると言ってくれたこともあったのに、自分を置いて、結婚して遠くへ行ってしまうのか、と思い、悔しさや怒りを覚える。美乃は、由芽や婚約者の譲と食事をするが、美乃の中で譲に対する嫌悪感は高まるばかりである。そんな中、美乃は由芽を京都旅行に誘う。

#### 橘香
美乃は、大学生だった20歳のときに、学校の紹介で京都の老舗和菓子屋〈松吉〉でのアルバイトに応募する。美乃は、〈松吉〉で働きながら、京菓子に次第に夢中になっていき、京菓子の写真と感想などをまとめたノートを独自に作るまでになっていた。
そんなある日、美乃が味沢に連れられて社長室に行くと、松ヶ崎は、美乃が考案した和菓子を作ってみようと言い出す。美乃が大学を卒業した直後、彼女は思いがけず、松ヶ崎と身体の関係をもってしまう。美乃は、卒業祝いという名目で、先斗町にある中華懐石料理屋に連れていかれた後、鴨川沿いにある町屋風の一軒家に連れていかれる。そこには、10人の男が集まっていた。
美乃が男たちに見つめられる中、松ヶ崎は、美乃が一流の京菓子職人、一人前の女になるように尽力したい、と語る。その日、美乃は松ヶ崎らと枕をともにし、それからも、美乃はその家で男たちに抱かれ続ける。しかし、25歳になり、結婚というものを考え始めたとき、美乃は京都を離れ、東京へ移る。

#### 睡蓮
美乃と由芽は、京都駅に降り立つと、八坂神社や円山公園、長楽館、高台寺などを訪れる。その後、ある創作料理屋で、美乃と松ヶ崎は6年ぶりの再会を果たし、由芽、秀建とともに鴨川沿いにある例の一軒家へと移動する。そして美乃は、かつて自分がされたように、由芽を抱く。
翌朝、美乃と由芽は、伏見の醍醐寺や嵐山の渡月橋、嵯峨野の野宮神社などを訪れる。そして由芽は、自分の父親に犯されたことを、美乃に暴露する。

#### 華火菓
ある日、美乃は松ヶ崎に誘われて、東京のホテルの近くの喫茶店で会って話をする。美乃は、松ヶ崎が確実に年をとっているということを実感する。

#### 散華
美乃は松ヶ崎から、高校生になる息子を男にすることを依頼される。松ヶ崎という男は、人間に至福を与える快楽の殉教者なのだ、と秀建は思う。10年前の垢抜けない少女の面影を残した美乃を知っている秀建は、男を意のままに操れるほどの魔力のようなものを彼女が身につけたことを目の当たりにして、怯えとも言えるものを感じる。
松ヶ崎は美乃に、「お前は京都の女や。京菓子老舗〈松吉〉を引き継ぐのは、お前しかおらん！」と叫ぶ。秀建は、この国を昔から動かしてきたのは、このような欲望の強い、狂ったような人間なのだ。そういう人間にしかこの国は動かせない、と考える。

### 花散らし
秀建は、高校を卒業した後、京都の仏教系の大学に入学した。大学卒業後は、祇園のそばにある兆忍寺で修行をする。その頃、秀建は鈴香という15歳の少女に心を奪われる。秀建はある日、鈴香が〈鈴緒〉という名の舞妓になるらしいと噂できく。
30歳を過ぎた秀建は、観光客に向けて法話を行うようになる。話術が巧みな秀建の法話は、次第に有名になり、やがて講演などの依頼がくるようになる。ある日、秀建はユウリに誘われて、木屋町のバーへ行き、彼女と夜をともにする。
舞妓になった鈴緒が、歌舞伎役者の男に捨てられ、両親に頼ることもできずに途方にくれている、と秀建は松ヶ崎からきく。秀建は、鈴緒と安井金比羅宮の境内の中で落ち合い、彼女を抱く。

## 登場人物
桂木美乃（かつらぎ みの）
31歳。カルチャースクールで和菓子を教えている。
春菜由芽（はるな ゆめ）
23歳。美乃の和菓子教室の生徒。
春菜建造（はるな けんぞう）
由芽の父。化粧品会社の社長。
石田譲（いしだ ゆずる）
由芽の婚約者。
倉田朝子（くらた あさこ）
由芽の友人。
松ヶ崎藤吉（まつがさき とうきち）
55歳。京都の老舗和菓子屋〈松吉〉の主人。
味沢（あじさわ）
〈松吉〉の販売員の主任。
秀建（しゅうけん）
僧侶。小太り。
岩崎（いわさき）
大学教授。
榊原（さかきばら）
国会議員。
鈴香（すずか）
八坂神社のそばの料亭の一人娘。
南森ユウリ（みなみもり ユウリ）
元アイドル。

## 備考
- 『好色入道』は、本作のスピンオフ作品であり、秀建が主人公として登場している[6]。